# Campeonato Piauiense de Futebol de 1998
O Campeonato Piauiense de Futebol de 1998 foi o 58º campeonato de futebol do Piauí. A competição foi organizada pela Federação de Futebol do Piauí (FFP) e o campeão foi o Picos.

## Premiação
| Campeonato Piauiense de Futebol de 1998 |
| Picos                                   |
| --------------------------------------- |
| PICOS Bicampeão (4º título)             |